# Determination Tour 2011
Determination Tour 2011 ～Live at Shibuya O-EAST～ è il DVD del live, tenutosi a Shibuya nel 2011, del gruppo musicale power metal giapponese Aldious. Il disco è stato pubblicato il 16 maggio del 2012 dalla BrightStar.

## Tracce
1. Disclose
2. Defended Desire
3. Eternal Delusion
4. Bind
5. 灰の雪
6. Carry Out!
7. Eversince (Metal Version)
8. Instrumental
9. Across
10. Spellbind
11. 夜蝶
12. Wish Song
13. Mermaid
14. Spirit Black
15. Confusion
16. Luft -Opening-
17. Luft
18. 夜想曲 (Encore 1)
19. Ultimate Melodious (Encore 1)
20. Deep (Encore 2)